# Lac Batur
Pour les articles homonymes, voir Batur (homonymie).
Le lac Batur, en indonésien Danau Batur, est un lac de cratère d'Indonésie situé dans la caldeira du Batur, entre les monts Batur et Abang, sur l'île de Bali dont il est le plus grand lac.
Le point le plus profond du lac est d'environ 88 mètres.

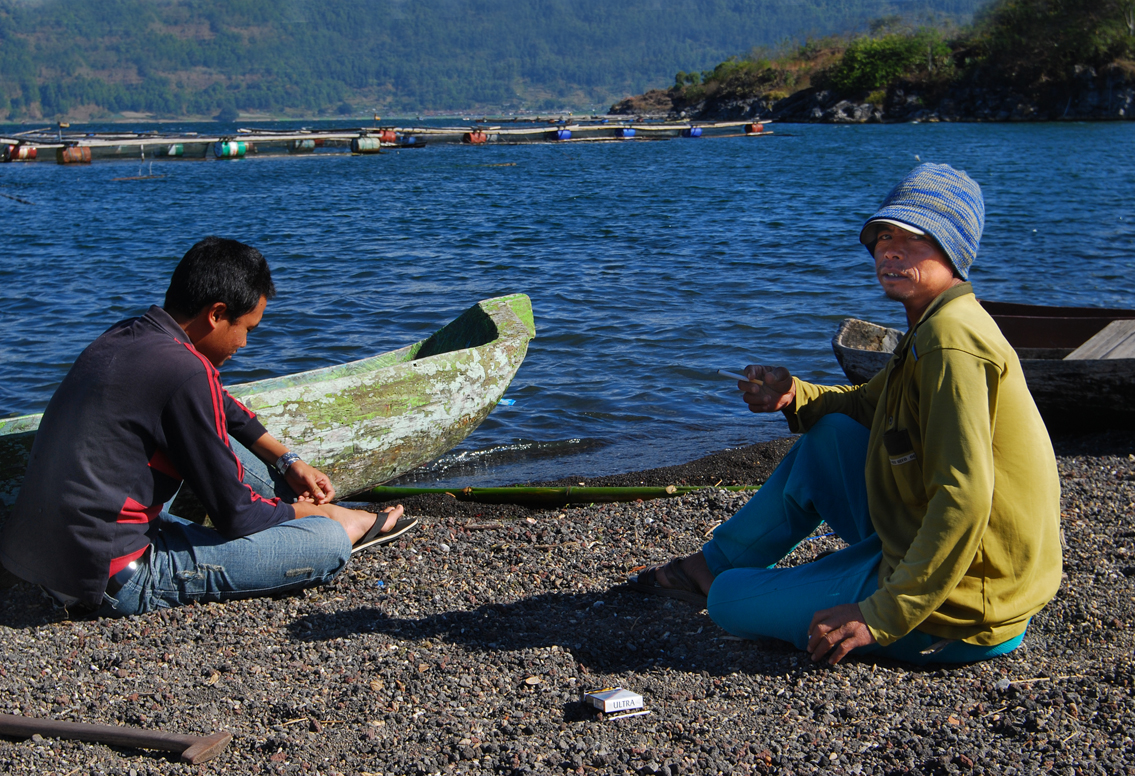
Pêcheurs au lac Batur.